# Простов, Егор Кириллович
Егор Кириллович Простов (17.08.1911—07.06.1947) — командир расчёта 82-мм миномёта 1109-го стрелкового полка (330-я стрелковая дивизия, 50-я армия, 2-й Белорусский фронт) сержант, участник Великой Отечественной войны, кавалер ордена Славы трёх степеней.

## Биография
Родился 17 августа 1911 года на станции Куса ныне Кусинского района Челябинской области в семье рабочего. Русский.
Образование 7 классов. Работал в ремонтных мастерских.
В июле 1941 года был призван в Красную Армию Кусинским райвоенкоматом. С сентября того же года участвовал в боях с захватчиками в обороне Москвы. К весне 1943 года сержант Простов воевал в рядах 330-й стрелковой дивизии, был заряжающим, затем командиром расчёта 82-мм миномёта 1109-го стрелкового полка. В её составе прошёл фронтовыми дорогами до Победы.

До августа 1943 года дивизия вела оборонительные бои на Западном фронте, в районе Кирова (Калужская область), в августе-октябре принимала участие в Смоленской операции 1943 года. В этих боях миномётчик Простов заслужил первые боевые награды — две медали «За отвагу».

Только за период боёв с 25 марта по 18 апреля 1943 года миномётный расчёт, в составе которого был сержант Простов, уничтожил батарею из пяти миномётов с прислугой, кухню, взорвал склад боеприпасов, рассеял три группы солдат и офицеров противника. В боях Смоленской операции сержант Простов уже командовал расчётом, в боях на Рославльском направлении его расчёт уничтожил 2 пулемётные точки и свыше 30 гитлеровцев.

Летом 1944 года в составе дивизии участвовал в боях за освобождение Белоруссии, в Могилёвской операции участвовала.

13 августа 1944 года в бою за деревню Полково (Августовский район Белостокской области, Белоруссия, ныне Августовского повята Подляского воеводства Польши) сержант Простов со своим расчётом поразил до 15 гитлеровцев. Когда кончились мины, вместе с воинами расчёта отбивал контратаки врага из стрелкового оружия. Лично истребил 9 вражеских солдат. Ночью доставил ящики с минами и на следующий день прицельным огнём подавил 2 пулемётные точки.

Приказом по частям 330-й стрелковой дивизии от 16 октября 1944 года сержант Простов Егор (в приказе — Иван) Кириллович награждён орденом Славы 3-й степени.

Зимой-весной 1945 года дивизия в составе войск 2-го Белорусского фронта 330-я стрелковая дивизия участвовала в Восточно-Прусской и Восточно-Померанской операциях.

8 февраля 1945 года при ликвидации окружённой группировки врага в районе населённого пункта Лихтенхайн (ныне деревня Тушинки Свецкого повята Куявско-Поморского воеводства Польши) сержант Простов в составе группы из 4 человек действовал в тылу врага. Разведчики сожгли 3 автомашины с боеприпасами, истребили 18 и взяла в плен 27 пехотинцев. Был представлен к награждению орденом Красной Звезды.

Приказом по войскам 70-й армии от 7 марта 1945 года (№ 77/н) сержант Простов Егор Кириллович награждён орденом Славы 2-й степени.

В период 19-26 марта 1945 года в боях на подступах к городу Данциг (ныне Гданьск, Польша) расчёт сержанта Простова огнём из миномёта истребил более 20 вражеских солдат и офицеров, подавил 2 пулемёта, вывел из строя миномётную батарею. Был представлен к награждению орденом Красной Звезды.

Указом Президиума Верховного Совета СССР от 29 июня 1945 года сержант Простов Егор Кириллович награждён орденом Славы 1-й степени. Стал полным кавалером ордена Славы.

В июне 1945 года был демобилизован, вернулся на родину.

Жил в городе Куса Челябинской области. Работал мастером в вагоноремонтном депо.
Скончался 7 июня 1947 года.

## Награды
- Полный кавалер ордена Славы:
  - орден Славы I степени (29.06.1945)[3];
  - орден Славы II степени (07.03.1945)[4];
  - орден Славы III степени (16.10.1944)
  - «Медаль «За оборону Москвы»» (20 июля 1944 года)[5];
  - «Медаль «За отвагу» (СССР)» (29.04.1943)[6];
  - «Медаль «За отвагу» (СССР)» (27.11.1943)[7];
  - «Медаль «За победу над Германией в Великой Отечественной войне 1941—1945 гг.»» (09.05.1945)

## Память
- Дорога памяти
- Его имя увековечено в Главном Храме Вооружённых сил России, и навсегда запечатлено на мемориале «Дорога памяти»